# Federación de Asociaciones de Mujeres de Austria
La Federación de Asociaciones de Mujeres de Austria (Bund Österreichischer Frauenvereine ( BÖFV) es una organización que agrupa a las organizaciones de mujeres de Austria. La asociación se considera una organización de lobby político que defiende los intereses de las mujeres en el trabajo, la familia y la sociedad. Fue fundada en 1902 como organización coordinadora de las asociaciones de mujeres cívico-liberales. Cuando los socialdemócratas tomaron el poder, la BÖFV se disolvió en 1938. En 1947 se restableció la organización coordinadora que todavía existe en la actualidad. Es miembro del Consejo Internacional de Mujeres, ECICW Centro Europeo de la ICW, y el Lobby Europeo de Mujeres.

## Historia
La BÖFW se creó tras el llamamiento a las mujeres de Europa del Consejo Internacional de Mujeres (ICW) activo en EE.UU desde 1888 para la defensa de los derechos de las mujeres. A principios del siglo XX, en 1900, la ICW tenía como objetivo ampliar la red internacional. Marianne Hainisch fue enviada por organizaciones de mujeres austriacas como representante a la conferencia ICW celebrada en Londres en 1899 y trajo consigo ideas de diseño y especificaciones concretas con las que organizó la fusión de asociaciones austriacas bajo una organización coordinadora. Debido a la situación política en Austria-Hungría, Hainisch tardó varios años en fundar en 1902 la BÖFV formada por entre 12 y 20 asociaciones miembro austriacas. En 1904, la asociación, que ya contaba con 35 organizaciones miembro, cumplió con los requisitos formales de la ICW y fue aceptada como organización coordinadora con motivo de la Conferencia Internacional de Mujeres en Berlín. Bertha von Suttner pronunció en esta ocasión un discurso por la paz ampliamente reconocido.
En el período siguiente, la BÖFV se comprometió con los derechos de las mujeres tanto a nivel internacional como nacional y desarrolló una fuerte actividad política y social. El trabajo de la asociación se limitó a Alemania-Austria, ya que apenas se hicieron esfuerzos para integrar a la mitad húngara del imperio en la asociación. Se publicaron las revistas Der Bund y Die Österreicherin. El trabajo de la BÖFV se centró principalmente en el asesoramiento y la asistencia profesional a las jóvenes y en la atención de la salud se trataron muchos otros temas en comisiones que cambiaban según la urgencia. Pero también hubo reveses, por ejemplo en 1906 la Asociación General de Mujeres Austriacas AÖFV volvió a abandonar la BÖFV porque la AÖFV tenía entre sus objetivos prioritarios el sufragio femenino y los objetivos políticos (sociales), mientras que la BÖFV quería dirigirse a todo el espectro político e inevitablemente también a la burguesía. - representaba intereses liberales y conservadores-. A partir de 1906, el movimiento feminista austriaco se dividió en una parte moderada y otra radical; 24 mujeres miembros de la AÖFV, algunas de ellas destacadas, dimitieron. En 1909, la presidenta Hainisch fue elegida vicepresidenta de la ICW y organizó una reunión de la ICW en Innsbruck en 1910. En 1914, la federación tenía 74 asociaciones miembro. Aunque todavía defendía la paz antes del inicio de la Primera Guerra Mundial, a partir de 1914 la BÖFV se comprometió principalmente con el Frente Patriótico, a pesar de las activistas pacifistas individuales.
El sufragio femenino se obtuvo en la recién fundada República de Austria en 1918. Leopoldine Kulka llevó a la AÖFV de nuevo a la BÖFV, aunque la AÖFV se disolvió por completo poco después. A partir de 1919, surgieron tendencias nacionalistas dentro de la BÖFV después de que la presidenta Sprung anunciara que quería oponerse a elementos "ajenos". A lo largo de la década de 1920, el movimiento realmente apolítico se acercó cada vez más a la posición del Gran Partido Popular Alemán. En 1930 tuvo lugar en Viena la octava conferencia quinquenal de la ICW, en la que la vieja guardia de mujeres líderes internacionales, en la persona de Hainisch y Lady Aberdeen, ocupó un lugar central. En 1931 todavía había 46 clubes miembros organizados en la BÖFV. Con la creación del Estado corporativo en 1934, los derechos de las mujeres se limitaron masivamente, contra lo cual el BÖFV se opuso sin éxito y buscó por primera vez la solidaridad con la Iglesia católica. En 1935, la BÖFV se incorporó al Frente de la Patria. Con la anexión de Austria en 1938, toda esta estructura se disolvió y se nacionalizaron todos los recursos financieros.
En la BÖFV se desarrollaron diferentes comités de trabajo, entre ellos un comité por el sufragio femenino y una comisión para combatir la trata de niñas. Las comisiones fueron cambiando con el tiempo, de modo que en 1931 existía una comisión anti-alcohol, de paz, de bienestar, de prensa , jurídica, de ciencias sociales, de enseñanza, de nutrición pública y economía doméstica y de salud pública.

### Historia reciente
Entre 1946 y 1947, la BÖFV tuvo un nuevo comienzo después de que las potencias ocupantes permitieron que la organización coordinadora de mujeres se restableciera con su antiguo nombre. Henriette Hainisch, emparentada por matrimonio con el fundador, se convirtió en la nueva presidenta. La nueva BÖFV se mantuvo conservadora en sus valores, encontró muchas menos asociaciones miembro y mantuvo una importancia social limitada, lo que se hizo evidente como una crisis de décadas en la asociación. Sin embargo, desde 1945 se han celebrado repetidamente en Viena congresos internacionales de organizaciones internacionales de mujeres. La BÖFV fue reintegrada a la ICW en 1951; En 1961, la BÖFV fue miembro fundadora del Consejo Regional Europeo ECICW. Durante la ampliación de la UE a Austria, el BÖFV también se incluyó en los intereses del lobby de mujeres europeo EWL a partir de 1995. Eleonore Hauer-Rona fue presidenta del BÖFV en 1997.
| Presidentas de la BÖFV | Periodo   |
| ---------------------- | --------- |
| Marianne Hainisch      | 1902–1918 |
| Hertha Sprung          | 1918–1932 |
| Marie Hoheisel         | 1932–1938 |
| disuelta               | 1938–1947 |
| Henriette Hainisch     | 1947–1968 |
| Hermine Stöckl         | 1968–1980 |
| NN                     | 1980–1993 |
| Friedl Corcoran        | 1992–1993 |
| NN                     | 1993–1997 |
| Eleonore Hauer-Rona    | 1997–     |

## Fuente
- Fauen in Bewegung 1848-1938